# روزينا (ممثلة)
روزينا  ممثلة أفلام وتلفزيون بنجلاديشية. بحلول عام 2018 روزينا مثلت في 300 فيلم. وهي الممثلة الواعدة في ثمانينات القرن العشرين. فازت بجائزة بنغلاديش فيلم الوطنية، عن فئتي أفضل ممثلة وأفضل ممثلة مساعدة عن أدوارها في فيلمي جيبوندارا (1988) وكوشاي (1980).

## المهنة
روزينا بدأت مهنتها في سن مبكرة، في فيلم راج محل عام 1976 في سن السادسة عشرة.

### 1981-1990
Rozina بدأت التمثيل في الأفلام الهندية البنغالية . في عام 1985,  المخرج الهندي شاكتي سامانتا أشرك هذه الممثلة الشابة في  الفيلم Anyay Abichar و  نسخة هندية لنفس الفيبم بعنوان آر بير في الدور القيادي الآخر ميثون تشاكرابورتي. كانت أول  الممثلات البنغلاديشية بوصفها ممثلة رئيسية في أفلام بوليوود . الفيلم حصل على 1.5 كرور في شباك التذاكر الذي جني أعلى إيرادات الأفلام البنغالية  في ذلك الوقت.

### 1991-2000
روزينا أدت دور البطولة في عدة أفلام من ولاية البنغال الغربية  في التسعينات. مثلت في كثير من الأحيان مه Chiranjit, تاباس بول, رانجيت مالك إلخ. ثم بدأت تمثل أدوار شخصية مثل أم ، أخت ، كنة . أصبحت غير تقليدية بعد عام 1993.

### 2001-2010
روزينا عاد إلى أفلام بنجلاديش  مع الفيلم راكخوشي (2004) أمام الممثل فردوس أحمد. وقالت انها منحت  جائزة الو ميريل بروثوم في اختيار النقاد لأفضل عن دورها في الفيلم. لقد مثلت المرأة المجنونة في هذا الفيلم و قتلت العديد من الناس لأجل الانتقام من مقتل زوجها. فردوس كان 12-13 عاما أصغر منها. كانت المرة الأولى في بنجلاديش  حيث ممثلة تؤدي أمام ممثل أصغر منها بأكثر من عقد من الزمن.

### 2011-الحاضر
روزينا قد ظهرت في العديد من الأفلام في عام 2010 مقابل آلماغير وغيرها. لقد أخرجت اثنين من المسلسلات بعنوان ميجديدي و بوروديدي على أساس روايات شارات شاندرا إلى جانب الإخراج، مثلت دور البطولة في ميجديدي. كما أخرجت الدراما بعنوان بادنام على أساس قصة طاغور. بالإضافة إلى ذلك,  انها قدمت العديد من المسلسلات التلفزيونية من قصص كازي نصر الاسلام.

## فيلموغرافيا
| 1976                | "Rajmahal" |
| Rosher Baidani      |            |
| Rajshinghashon"     |            |
| Zarka               |            |
| Tasher Ghor         |            |
| Shukher Shangshar   |            |
| Janota Express      |            |
| Matshakannya        |            |
| Dolna               |            |
| Bouma               |            |
| 1988                | Koshai     |
| 1988                | Jibondhara |
| 1988                | Suruj Mia  |
| Chokher Moni        |            |
| Sonar Cheya Dami    |            |
| Matir Manush        |            |
| Shohor Theke Dure   |            |
| Obhijaan            |            |
| Anarkali            |            |
| Bini Sutar Mala     |            |
| Rakhe Allah Mare Ke |            |
| Sohag Milon         |            |
| Sath Maa            |            |
| Hironpasha          |            |
| Bondhu Amar         |            |
| Chor Police Dakat   |            |
| Ghor Bari Nasib     |            |
| Goli Theke Rajpath  |            |
| Shiri Farhad        |            |
| Bhaggalipi          |            |
| Daku O Darbesh      |            |
| Warish              |            |
| Rangin Rupban       |            |
| Hasu Amar Hasu      |            |
| Razia Sultana       |            |
| Sabuj Mia           |            |
| 2004                | Rakkhushi  |

## روابط خارجية
- روزينا على موقع IMDb (الإنجليزية)